# Wang Si-an
Wang Si-an (čínsky pchin-jinem Wang Xi'an, znaky zjednodušené 王西安 * 1944 městská prefektura Sin-jang, provincie Che-nan, město Čeng-čou, Čína) je mistr bojového umění tchaj-ťi čchüan, příslušník 19. generace potomků rodiny Čchen pocházejících z vesnice Čchen-ťia-kou.  Jeho učiteli byli mistr Čchen Čao-pchi a Čchen Čao-kchuej.

## Životopis

### Studia
V roce 1945 se jeho rodiče s ním přestěhovali do vesnice Čchen-ťia-kou v provincii Che-nan. Wang Sien začal studovat bojové umění tchaj-ťi čchüan ve stylu Čchen v roce 1958 a to nejprve u mistra Čchen Čao-pchiho. Při výuce byl kladen důraz na formy a sestavy „staré školy“ prováděné pažemi a formy se zbraněmi (meč, šavle, tyč, kopí) jakož i na základy teorie bojového umění tchaj-ťi čchüan. Po smrti mistra Čchen Čao-pchiho (v prosinci roku 1972) pokračoval Wang Sien ve studiu pod vedením mistra Čchen Čao-kchueje. 

### Čtyři tygři z Čchen-ťia-kou
Když se v roce 1958 do vesnice Čchen-ťia-kou vrátil mistr Čchen Čao-pchi (18. generace), začal kultivovat novou generaci. Čtveřice jeho žáků později získala věhlas a popularitu nejen v Číně, ale i za jejími hranicemi. Jsou nazýváni Čtyři Buddhovi bojovníci (S’ ta ťin) a jsou také někdy označovaní jako tzv. Čtyři tygři z Čchen-ťia-kou. Jedná se o mistry 19. generace tchaj-ťi stylu rodiny Čchen a jsou to tito muži:
- Ču Tchien-cchaj (* 1944);
- Čchen Siao-wang (* 1945);[6]
- Čchen Čeng-lej[6][7] (* 1949) a
- Wang Sien[7] (* 1944).[5][4][2][6]

To oni jsou formálními hlavami klanu Čchen a jsou nezpochybnitelnými představiteli tohoto stylu bojového umění. Bojovému umění tchaj-ťi čchüan se věnovali od útlého dětství; všichni mají svoji školu, kterou vedou buď sami nebo jim pomáhá některý z jejich potomků; většina z nich jezdí po světě, kde šíří bojové umění tchaj-ťi čchüan. 

### Úspěchy a aktivity
- V roce 1982 zvítězil Wang Sien na prvním čínském šampionátu v disciplíně "lepivé ruce" (Tchuej-šou) a tento úspěch pak dokázal zopakovat i v roce 1985.
- Wang Xian vyučuje bojové umění nejen po celé Číně, ale i v zahraničí: v Japonsku, USA, Jižní Koreji, Francii, Španělsku, Itálii, Řecku a Švýcarsku.
- V roce 2002 otevřel Wang Xian ve vesnici Čchen-ťia-kou „Mezinárodní wu-šu centrum“ („Chenjiagou International Wushu Center“) koncipované jako škola pro čínské a zahraniční studenty bojového umění tchaj-ťi čchüan. Toto centrum provozuje společně se svým druhým synem Wang Čan-ťün (Wang Zhanjun).
- Wang Xian vyučuje klasický tchaj-ťi čchüan styl Čchen, svůj vlastní styl bojového umění vycházející ze základů Tchaj-ťi stylu Čchen a dále i aplikace orientované na Tchaj-ťi San-šou (Taiji Sanshou).